# Final Attraction
A Final Attraction a német Cinema Bizarre 2007-ben megjelent első stúdióalbuma, mely szintipop, dark electro, rock és glam rock stílusú dalokat tartalmaz. A German Billboards 14. helyéig jutott, más országokban nem talált ekkorra sikerre.

## Az album
A debütáló Final Attraction tükrözi az együttes tagjainak ízlését. Az album a top 10-be került a német slágerlistán: a kilencedik helyet érte el. Az első kislemez, a Lovesongs (They Kill Me) is hasonló sikereket ért el. Az első videóklipet eddig már több mint egymillióan nézték meg a YouTube-on.A legnézettebb videóklip a Forever or Never lett, ami már az első héten túllépte 
a 100 ezres megtekintést.Link

## Az albumon szereplő dalok listája
| Nemzetközi változat | Nemzetközi változat      | Nemzetközi változat | Nemzetközi változat | Nemzetközi változat | Nemzetközi változat | Nemzetközi változat | Nemzetközi változat | Nemzetközi változat | Nemzetközi változat |
|                     | Cím                      | Szerző(k)           | Producer(ek)        | Hossz               |                     |                     |                     |                     |                     |
| ------------------- | ------------------------ | ------------------- | ------------------- | ------------------- | ------------------- | ------------------- | ------------------- | ------------------- | ------------------- |
| 1.                  | Lovesongs (They Kill Me) |                     |                     | 3:44                |                     |                     |                     |                     |                     |
| 2.                  | How Does It Feel?        |                     |                     | 3:33                |                     |                     |                     |                     |                     |
| 3.                  | Silent Scream            |                     |                     | 3:58                |                     |                     |                     |                     |                     |
| 4.                  | Get Off                  |                     |                     | 3:14                |                     |                     |                     |                     |                     |
| 5.                  | Forever Or Never         |                     |                     | 3:20                |                     |                     |                     |                     |                     |
| 6.                  | Escape To The Stars      |                     |                     | 3:50                |                     |                     |                     |                     |                     |
| 7.                  | After The Rain           |                     |                     | 3:37                |                     |                     |                     |                     |                     |
| 8.                  | She waits for me         |                     |                     | 3:14                |                     |                     |                     |                     |                     |
| 9.                  | I don't believe          |                     |                     | 3:13                |                     |                     |                     |                     |                     |
| 10.                 | They way We are          |                     |                     | 3:56                |                     |                     |                     |                     |                     |
| 11.                 | Dysfunctional Family     |                     |                     | 3:52                |                     |                     |                     |                     |                     |
| 12.                 | Heavensent               |                     |                     | 4:09                |                     |                     |                     |                     |                     |
| 13.                 | Angel In Disguise        |                     |                     | 3:54                |                     |                     |                     |                     |                     |
| 14.                 | The Silent Place         |                     |                     | 3:55                |                     |                     |                     |                     |                     |
| 42:15               |                          |                     |                     |                     |                     |                     |                     |                     |                     |

## Listás helyezések
| Lista (2008)        | Helyezések |
| ------------------- | ---------- |
| Osztrák Album Lista | 28         |
| Francia Album Lista | 24         |
| Német Album Lista   | 9          |
| Olasz album Lista   | 48         |